# Divisão de Voluntários Reais

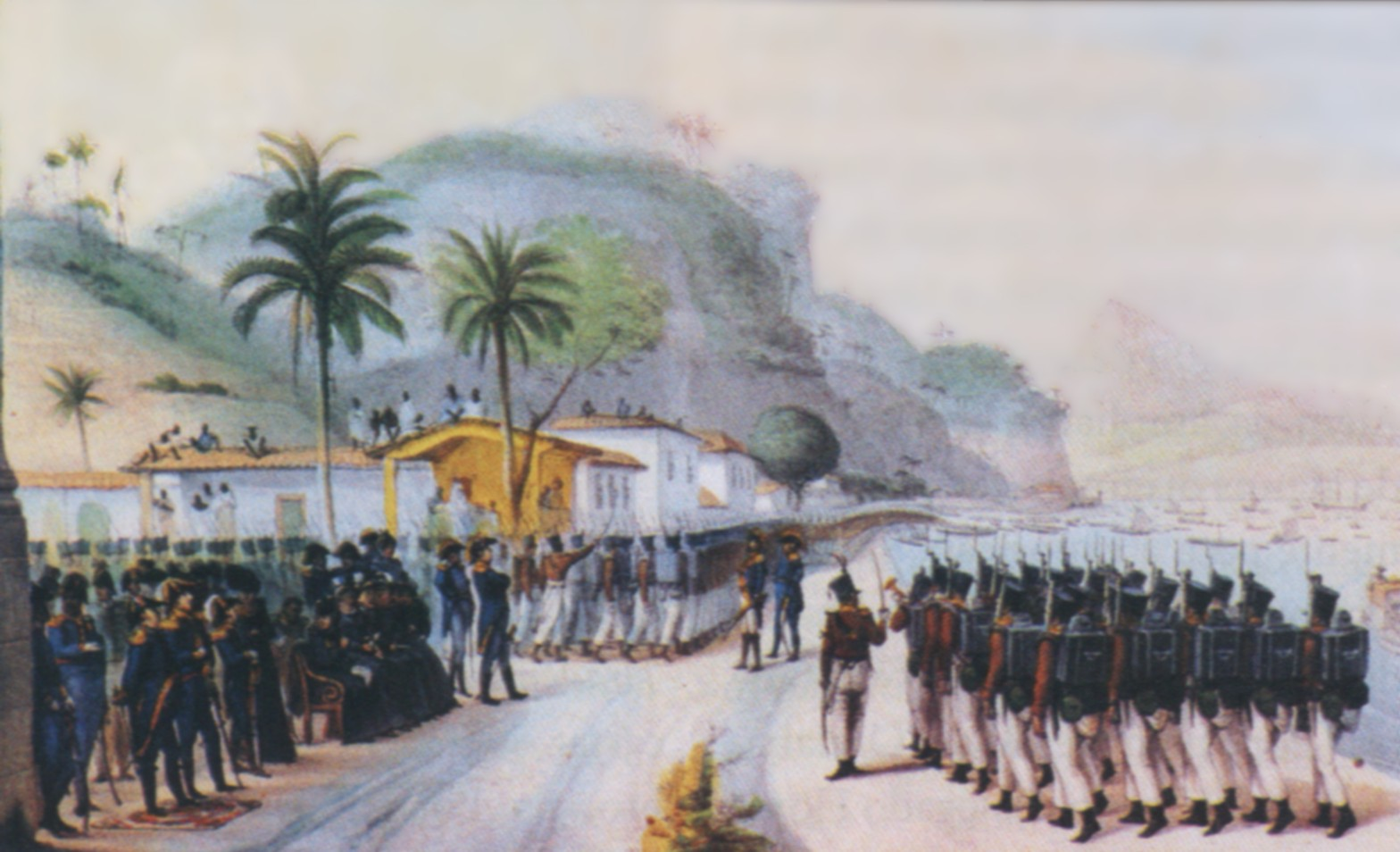
Embarque da Divisão de Voluntários Reais para a Ilha de Santa Catarina, na Praia Grande, RJ, em 7 de Junho de 1816, (desenho de Jean-Baptiste Debret).

Divisão de Voluntários Reais é o corpo destacado do Exército Português, organizado em 1815 e que desembarcou no Rio de Janeiro, em 30 de março de 1816.
Pela Ordem do Dia de 30 de Maio de 1815, A Divisão constava de duas brigadas, cada uma composta por dois batalhões de Caçadores, com 8 companhias cada um, e ainda 3 esquadrões de cavalaria e uma companhia de artilharia. Entre seus oficiais estavam o comandante Carlos Frederico Lécor, Francisco Homem de Magalhães Pizarro, Francisco de Paula Massena Rosado, Jorge de Avilez Zuzarte de Sousa Tavares, Manuel Jorge Rodrigues e João Oliveira e Daun, todos veteranos da Guerra Peninsular.
Liderado pelo tenente-general Carlos Frederico Lecor, ocupou a Banda Oriental em 1816, tomando a cidade de Montevidéu a 20 de janeiro de 1817, no conflito conhecido por Guerra contra Artigas. Originalmente designado por Divisão de Voluntários Reais do Príncipe, em homenagem ao príncipe-regente, o seu nome foi alterado em 13 de maio de 1816 para Divisão de Voluntários Reais do Rei, por D. João VI se ter tornado rei em função da morte da sua mãe, a rainha D. Maria I.
A sua organização final, formulada por decreto de 1 de março de 1816, antes da partida para o sul do Brasil, era constituída por 2 brigadas, cada uma com um regimento de infantaria, a 10 companhias, e um batalhão de caçadores, a 6 companhias, para além da cavalaria e artilharia.